# Landkreis Freudenthal

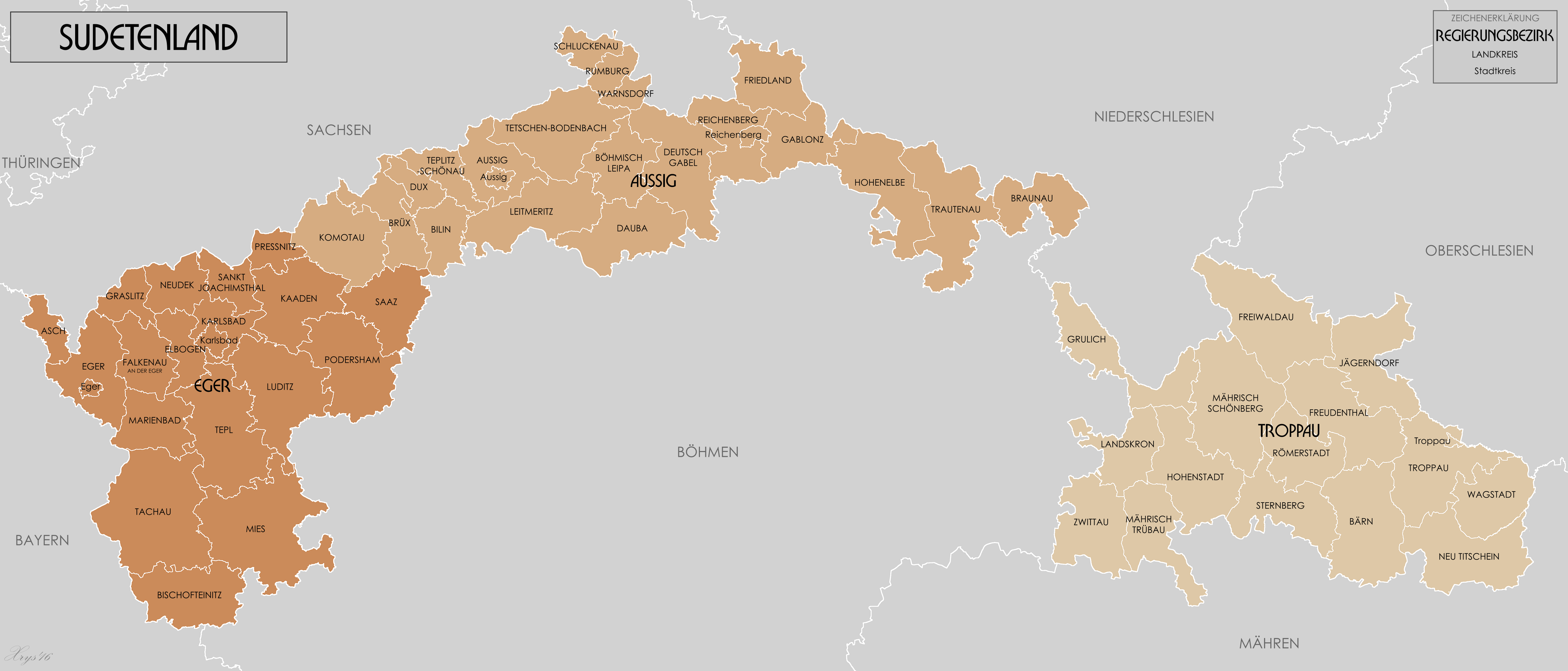
Verwaltungskarte des Reichsgaus Sudetenland

Der deutsche Landkreis Freudenthal bestand in der Zeit zwischen 1938 und 1945. Er umfasste am 1. Januar 1945:
- die 4 Städte Freudenthal, Engelsberg, Bennisch und Würbenthal
- 94 weitere Gemeinden.

Das Gebiet des Landkreises Freudenthal hatte am 1. Dezember 1930 49.011 Einwohner, am 17. Mai 1939 48.339 Einwohner und am 22. Mai 1947 25.998 Einwohner.

## Verwaltungsgeschichte

### Tschechoslowakei / Deutsche Besatzung
Vor dem Münchner Abkommen vom 29. September 1938 gehörte der politische Bezirk Bruntál zur Tschechoslowakei.
In der Zeit vom 1. bis 10. Oktober 1938 besetzten deutsche Truppen das Sudetenland. Der Bezirk trug fortan die frühere deutsch-österreichische Bezeichnung Freudenthal. Er umfasste die Gerichtsbezirke Bennisch, Freudenthal und Würbenthal. Seit dem 20. November 1938 führte der politische Bezirk Freudenthal die Bezeichnung „Landkreis“.

### Deutsches Reich
Am 21. November wurde der Landkreis Freudenthal förmlich in das Deutsche Reich eingegliedert und kam zum Verwaltungsbezirk der Sudetendeutschen Gebiete unter dem Reichskommissar Konrad Henlein. Sitz der Kreisverwaltung wurde die Stadt Freudenthal.
Ab dem 15. April 1939 galt das Gesetz über den Aufbau der Verwaltung im Reichsgau Sudetenland (Sudetengaugesetz). Danach kam der Landkreis Freudenthal zum Reichsgau Sudetenland und wurde dem neuen Regierungsbezirk Troppau zugeteilt.
Zum 1. Mai 1939 wurde eine Neugliederung der teilweise zerschnittenen Kreise im Sudetenland verfügt. Danach blieb der Landkreis Freudenthal in seinen bisherigen Grenzen erhalten. Vom Landkreis Bärn erhielt er die Gemeinden Karlsberg, Neurode und Rautenberg und trat die Gemeinden Groß Herrlitz und Zattig an den Landkreis Troppau ab. Dabei blieb es bis zum Ende des Zweiten Weltkriegs.
Seit 1945 gehörte das Gebiet wieder zur Tschechoslowakei. Seit deren Teilung am 1. Januar 1993 gehört es zur Tschechischen Republik.

## Landräte
1938–1943: Friedrich Hartmann (Landrat)
1944–1945: Richard Spreu (1896–1969)

## Kommunalverfassung
Bereits am Tag vor der förmlichen Eingliederung in das Deutsche Reich, nämlich am 20. November 1938, wurden alle Gemeinden der Deutschen Gemeindeordnung vom 30. Januar 1935 unterstellt, welche die Durchsetzung des Führerprinzips auf Gemeindeebene vorsah. Es galten fortan die im bisherigen Reichsgebiet üblichen Bezeichnungen, nämlich statt:
- Ortsgemeinde: Gemeinde,
- Marktgemeinde: Markt,
- Stadtgemeinde: Stadt,
- Politischer Bezirk: Landkreis.

## Ortsnamen
Es galten die bisherigen Ortsnamen weiter, und zwar in der deutsch-österreichischen Fassung von 1918.

## Städte und Gemeinden
(Einwohner 1930/1939)

### Städte
1. Bennisch  (3.409/3.405)
2. Engelsberg  (1.417/1.421)
3. Freudenthal  (9.676/9.569)
4. Würbenthal  (3.984/4.029)

### Gemeinden
1. Adamsthal (265/262)
2. Alt Erbersdorf (536/561)
3. Altstadt (1.235/1.264)
4. Alt Vogelseifen (631/611)
5. Altwasser (284/282)
6. Boidensdorf (531/495)
7. Brättersdorf (303/309)
8. Breitenau (1.034/1.050)
9. Buchbergsthal (826/800)
10. Dittersdorf (378/380)
11. Dürrseifen (539/543)
12. Eckersdorf (721/723)
13. Einsiedel (2.214/2.097)
14. Frei Hermersdorf (950/902)
15. Karlsberg (358/382)
16. Karlsthal (1.694/1.701)
17. Klein Herrlitz (328/327)
18. Klein Mohrau (1.255/1.202)
19. Koschendorf (236/247)
20. Langenberg (252/221)
21. Lichten (2.057/1.677)
22. Lichtewerden (1.026/1.028)
23. Ludwigsthal (955/862)
24. Markersdorf (488/463)
25. Messendorf (551/582)
26. Milkendorf (532/500)
27. Neudörfel (225/201)
28. Neu Erbersdorf (898/833)
29. Neurode (261/271)
30. Neu Vogelseifen (289/268)
31. Nieder Wildgrub (479/465)
32. Ober Wildgrub (566/543)
33. Raase (1.670/1.708)
34. Rautenberg (809/789)
35. Schlesisch Hartau (169/140)
36. Schreiberseifen (562/502)
37. Seitendorf (726/703)
38. Spachendorf (1.368/1.348)
39. Spillendorf (528/494)
40. Wiedergrün (297/262)
41. Wockendorf (642/620)
42. Zossen (857/779)